# Ursula Reichling
Ursula Reichling (* 28. März 1942) ist eine deutsche Juristin. Sie war 1991 die erste Generalstaatsanwältin Deutschlands.

## Beruflicher Werdegang
Ursula Reichling wurde am 30. September 1969 Richterin auf Probe im Bezirk des Oberlandesgerichts Hamm. Am 31. Oktober 1972 wurde sie zur Richterin am Landgericht am Landgericht Münster ernannt. Ende Mai 1980 wurde sie zur Oberstaatsanwältin bei der Generalstaatsanwaltschaft Hamm berufen. Als erste Frau in Nordrhein-Westfalen wurde sie am 1. Februar 1987 zur Leitenden Oberstaatsanwältin befördert und übernahm als Abteilungsleiterin den Bereich Gesetzgebungs- und Grundsatzfragen. Im Folgejahr wurde sie als erste Frau in der Bundesrepublik  Deutschland zur Stellvertreterin des Generalstaatsanwalts ernannt. Mit ihrer Ernennung zur Generalstaatsanwältin bei der Generalstaatsanwaltschaft Zweibrücken am 1. Oktober 1991 war sie wiederum die erste Frau, die dieses Amt in Deutschland übertragen erhielt. Im März 2007 ging Ursula Reichling in den Ruhestand.